# Leucania scotica
Leucania scotica là một loài bướm đêm trong họ Noctuidae.